# Torres en la cocina
Torres en la cocina fue un programa de televisión de cocina, emitido en La 1 y presentado por los chefs gemelos Sergio y Javier Torres. El formato se emitió entre el 7 de septiembre de 2015 y el 1 de marzo de 2019.

## Formato
Los hermanos Torres se encargan cada día de cocinar un plato tradicional de forma sencilla y con ingredientes al alcance de todo el mundo. Además, dan trucos y consejos culinarios, y acercan a los espectadores productos que no son tan conocidos. Del mismo modo, Javier y Sergio cuentan con un huerto con el fin de enseñar a la audiencia a cultivar alimentos.
Por su parte, a pesar de ser un formato de cocina al uso, en el que se explica paso a paso la preparación de una receta, en su segunda temporada incorporó público, con el que interactúan los cocineros, y hay ocasiones en las que algún miembro de este participa en el cocinado de las diferentes elaboraciones diarias. Asimismo, comenzaron a dar información nutricional (intolerancias, dietas equilibradas, ingredientes alternativos...) y masterclass sobre procesos culinarios y el uso de herramientas en los mismos. Con una periodicidad aproximada de una vez por semana, el programa también acoge invitados, personajes famosos que ayudan a los hermanos Torres a cocinar alguna receta mientras conversa con ellos. Ocasionalmente, Torres en la cocina se desplaza a distintas zonas de la geografía española para cocinar en escenarios naturales platos originarios de la zona.
Torres en la cocina es un formato original producido por Lavinia Audiovisual.